# 格莱沃尔节

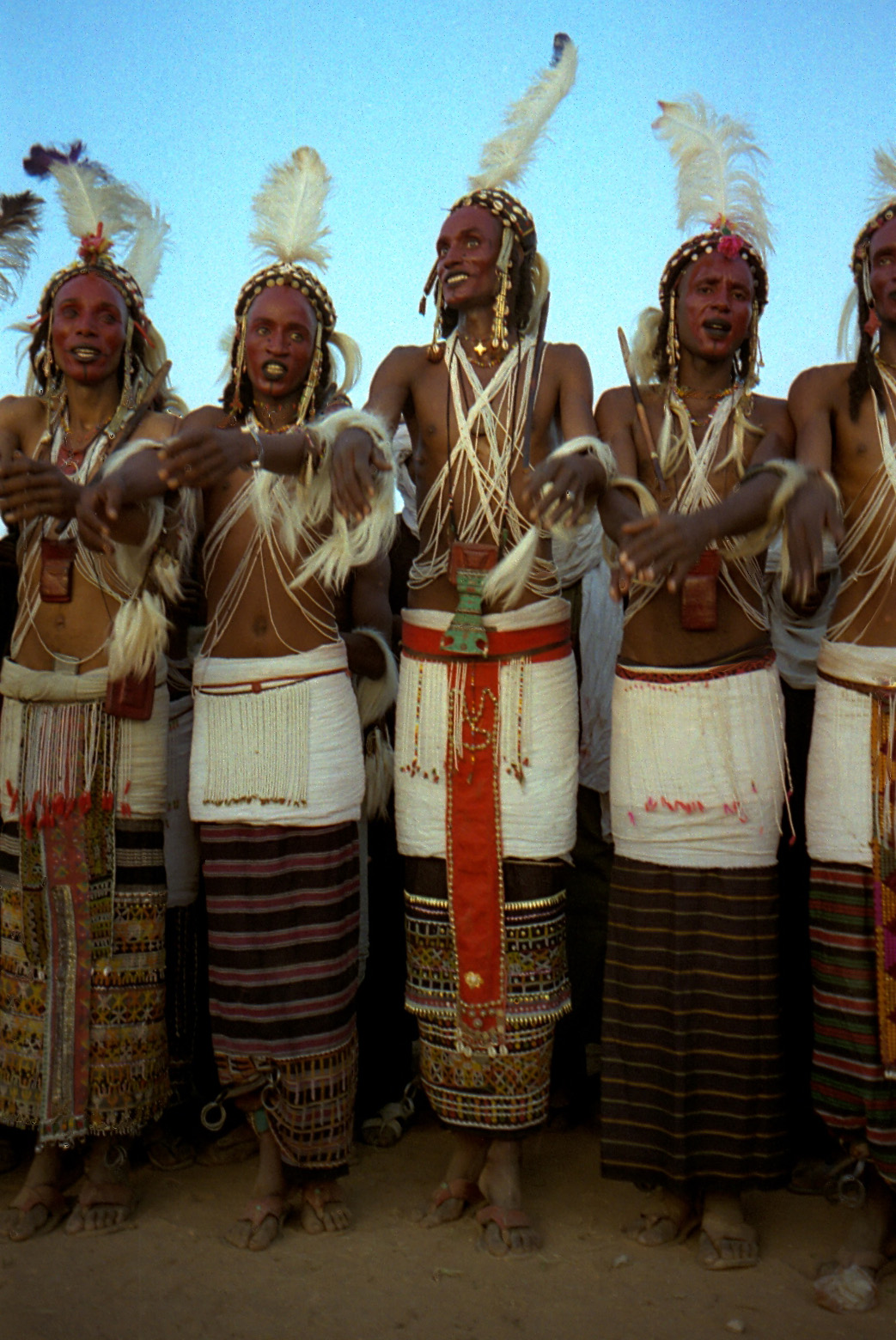
图中人们正在格莱沃尔节表演舞蹈。那年的冠军是中间那个最高的小伙子。照片拍摄于1997年的尼日尔。

格莱沃尔节（Guérewol）是尼日尔沃达贝族的富拉尼人一年一度的求偶比赛节日。年轻的小伙子会盛装打扮，化上传统的大浓妆，排成一排通过载歌载舞来争夺适婚女青年的关注。作为传统，每年沃达贝牧民会聚在撒哈拉沙漠南缘，在撒哈拉沙漠继续向南扩散致使他们牧场的旱季到来前，如期举行格莱沃尔节。其中最著名的聚集地在尼日尔西北部的因加勒地区，这里有盛大的节日、活跃的市场和沃达贝部落与图阿雷格部落一系列的家族会议。Yaake舞蹈是最最重要的环节，然而其他不太出名的项目——求婚者以比赛或赛骆驼的形式来赢得女孩的青睐——也给为期一周的莱沃尔节增添了不少色彩。   只要是沃达贝族人聚集的地方就会有格莱沃尔节：从尼亞美到其他地区，沃达贝人会在他们的游牧周期去旅行，行程远达喀麦隆北部和奈及利亞。

## 年度盛会
在九月的雨季结束后，沃达贝人会去因加勒收集盐并且参加撒盐节，这是多个游牧部落的集会。在这里，年轻的沃达贝小伙们会带着精致的妆容，佩戴着羽毛和各种装饰品，通过载歌载舞来博得姑娘们的好感。沃达贝族人心中理想的美男是有着高高的个子，闪亮的眼睛和洁白的牙齿的人；那些小伙们总是会转动他们的眼珠，露出他们的牙齿来展示他们的个性。沃达贝族人都会参加为期一周的格莱沃尔节，竞赛中的男性美与否是由年轻女性来判断的。

## 音乐与舞蹈
音乐和排舞是富拉人典型的传统节目，然而这些大部分经典却在富拉人的大移民过程中消失了，这其中大多数移民的富拉人要么是受过教育的、要么是穆斯林或是城市人。这个节日以合唱为主，伴随着拍手、跺脚和摇铃铛等各种动作。格莱沃尔节日是那种合唱传统中比较出名的例子，以重复、催眠、敲击为形式，伴随着摇曳的排舞，跳舞时小伙子们挽着胳膊，脚趾起起落落。节日竞赛的项目包括盛装打扮的年轻小伙排成一排面对着适婚女青年跳Yaake舞，有时用超过七天的时间来一遍遍表演节目，还要在炙热的太阳下暴晒数小时。追求者们来到姑娘们的营地，来展示他们的兴趣、毅力和吸引力。  为了能够跳足够长的时间，参与者经常喝发酵的树皮药汁，据说这有致幻作用。

## 旅游业
自从西方的电影和以特殊形式表现的照片而突出的国家地理杂志的宣传后，格莱沃尔节已经成为了一个国外的旅游景点。

### 照片和视频
- Gerewol photos by BBC Human Planet photographer （页面存档备份，存于）
- Video of Wodaabe dance
- Video of Gerewol festival （页面存档备份，存于）, National Geographic
- Wodaabe dancer photos: part 1, part 2
- Wodaabe photos, by Amanda Jones
- Mr Sahara 2004
- The Wodaabe's Cure Salée by Christine Nesbitt
- Festival of the Nomads - Cure Salée （页面存档备份，存于） Experience from Cure Salée festival and Wodaabé photos